# Britta Stenberg
Mona Britta Eleonora Stenberg, född 27 juli 1951 i Skellefteå, är en svensk författare, kulturarbetare och journalist. Uppvuxen i byn Fredriksborg utanför Sorsele, numera boende i Rentjärnberg i Malå kommun.

## Biografi
Britta Stenberg föddes i Skellefteå den 27 juli 1951. De första två levnadsåren bodde hon på Bergsbyns spädbarnshem. Därefter adopterades hon till en familj och växte upp i Fredriksborg utanför Sorsele.

## Karriär
Britta Stenberg har tidigare arbetat som lokalreporter i Malå för tidningen Norra Västerbotten. Sedan 2020 är hon anställd som journalist på halvtid för tidningen Lokaltidningen.

### Författarskap
Hennes roman Kristus i berget (2008) handlar om den Kristusliknande bild som påträffades 1946 i Kristineberg, Lycksele kommun och som föranlett uppförandet av S:ta Anna Underjordskyrka. Romanen Som en krympfotad (2012) är en berättelse om det allvarliga i att våga leva. Romanen Kvar (2019) I litteraturens form har Britta Stenberg skildrat vad som hände en av dem som stannade kvar i de evakuerade områdena kring kärnkraftverket i Tjernobyl.
Hon har medverkat i ett 15-tal antologier genom tid med dikter och noveller. 
I samarbete med Britta Holmlund utgavs 2019 dokumentären Från fattigvård till sjukvård i Malå.
I samarbete med tasmanska författaren Thérèse Corfiatis utgavs 2022 poesiboken Bridge of Words på Ginniderra Press i Australien. Britta Stenberg skriver även krönikor, dikter, kåserier och manus till teaterpjäser samt revysketcher. 